# Braud-et-Saint-Louis
Braud-et-Saint-Louis és un municipi francès, situat al departament de la Gironda i a la regió de la Nova Aquitània. És un dels municipis situats al País Gavai o Gavacheria, que tot i trobar-se geogràficament a Occitània és de parla oïl (saintongesa)

## Demografia
| 1962                                       | 1968  | 1975 | 1982  | 1990  | 1999  | 2007  |
| ------------------------------------------ | ----- | ---- | ----- | ----- | ----- | ----- |
| 1.030                                      | 1.041 | 991  | 1.753 | 1.260 | 1.305 | 1.368 |
| Des de 1962: població sense dobles comptes |       |      |       |       |       |       |

## Administració
| Període | Identitat         | Partit        |
| ------- | ----------------- | ------------- |
| 2001-   | Jean-Michel Rigal | Divers droite |

## Agermanaments
- Obanos